# Итирапина
Итирапина (порт. Itirapina)  —  муниципалитет в Бразилии, входит в штат Сан-Паулу. Составная часть мезорегиона Пирасикаба. Входит в экономико-статистический  микрорегион Риу-Клару. Население составляет 14 967 человек на 2006 год. Занимает площадь 564,261 км². Плотность населения — 26,5 чел./км².
Праздник города —  25 марта. 

## История
Город основан в 1880 году.

## Статистика
- Валовой внутренний продукт на 2003 составляет 193.724.057,00 реалов (данные: Бразильский институт географии и статистики).
- Валовой внутренний продукт на душу населения на 2003 составляет 13.847,32 реалов (данные: Бразильский институт географии и статистики).
- Индекс развития человеческого потенциала на 2000 составляет 0,783 (данные: Программа развития ООН).

## География
Климат местности: горный тропический. В соответствии с классификацией Кёппена, климат относится к категории Cwa.